# 神戸市立樫野台小学校
神戸市立樫野台小学校（こうべしりつ かしのだいしょうがっこう）は、兵庫県神戸市西区樫野台三丁目にある公立小学校。

## 沿革
出典
- 1990年4月1日 - 神戸市立竹の台小学校から分離、開校。

## 校区
出典
- 神戸市西区
  - 樫野台（1 - 6丁目）

## 卒業後の進路
- 神戸市立平野中学校

## 校区周辺
- 樫野台公園
- 樫野台緑地

## 交通
- 神戸市バス 22・28系統「樫野台小学校」より[4][5]

## 校区が隣接している学校
- 神戸市立春日台小学校
- 神戸市立竹の台小学校
- 神戸市立櫨谷小学校